# Ice Age – Jäger der verlorenen Eier
Ice Age – Jäger der verlorenen Eier (Originaltitel: Ice Age: The Great Egg-Scapade) ist ein US-amerikanischer Fernseh-Animationsfilm von Regisseur Ricardo Curtis aus dem Jahr 2016. Die Erstausstrahlung des Kurzfilms fand am 20. März 2016 auf dem US-amerikanischen Fernsehsender Fox statt.

## Handlung
Drei Monate nach den Ereignissen aus Ice Age 4 – Voll verschoben bereiten sich Manny und seine Freunde auf Ostern vor. Es ist Frühling und damit Brutzeit. Während sich Mammut Manni und Säbelzahntiger Diego die Zeit damit vertreiben Tierkämpfe anzusehen, schmückt Ellie für das Osterfest. Die Opossum-Brüder Crash und Eddie versuchen zur selben Zeit vergeblich Manni und Ellies Tochter Peaches den ersten Aprilscherz zu spielen. Das Faultier Sid bietet sich derzeit als Eier-Sitter an.
Das ehemalige Piraten-Kaninchen Squint lebte die letzten drei Monate mit seinem Bruder Clint in einem Bau. Als er Manny und seine Freunde sieht, verlangt er von ihnen vergeblich ein neues Schiff als Ersatz für das im letzten Film zerstörte. Als Sid einschläft nutzt er die Gelegenheit und klaut alle Eier. Als das auffällt sind die werdenden Mütter aufgeregt und wollen ihre Eier wieder haben. Sie finden eine Botschaft, in der steht, dass Squint alle Eier zerstören wird, wenn ihm kein Schiff gebaut wird. Als sich Manni, Diego und Sid die Freunde auf den Weg machen, um die verschwundenen Eier wieder zu besorgen, bekommen sie Hilfe von Clint, der ihnen eine Karte mit den Verstecken aushändigt. Squint hat die Eier angemalt, um sie besser zu tarnen. Dennoch gelingt es den Freunden, die Eier wieder zu finden und an die Mütter zu übergeben. Doch eines der Eier fehlt. Quint versucht die Freunde damit zu erpressen und fordert erneut ein Schiff.
Clint kann seinen Bruder in einen Hinterhalt führen. Die Freunde entdecken das Ei, doch das Eichhörnchen Scrat entwendet es, weil es wie eine Eichel aussieht. Erst als Manni die Farbe wegwischt, gibt er das Ei auf. Doch statt es dem rechtmäßigen Besitzer zurückzugeben, wirft Scrat es eine Schlucht hinunter. Die Freunde springen hinterher. Sid und Squint sind als erstes am Ei und streiten miteinander. Als das Eis schließlich schmilzt, kann Sid das Ei in letzter Sekunde festhalten. Squint dagegen fällt in eine von Crash und Eddies Fallen. Alle verbringen Ostern zusammen. Sid schlägt Clint als Osterhasen vor, weil dieser bei der Suche geholfen hatte. Nur Squint ist frustriert. Er stiehlt Scrats Nusskorb und verwendet diesen als Boot, aber es sinkt.

## Hintergrund
Im Film werden Handlungen aus Ice Age 4 – Voll verschoben (2012) teilweise fortgesetzt. In einer Szene kommen Handlungen aus Jäger des verlorenen Schatzes (1981) vor, in der Manni, Sid und Diego ein Ei aus einem Tempel holen und eine Falle auslösen, worauf sie vor einer riesigen Steinkugel verfolgt werden.
Produziert wurde der Film von Blue Sky Studios, House of Cool Studios und 20th Century Fox Animation.

## Synchronisation
Der Film wurde wie die übrigen Teile der Reihe bei der Berliner Synchron nach einem Dialogbuch und unter der Dialogregie von Michael Nowka synchronisiert.
Erstmals sprach Seth Green den ursprünglich von Aziz Ansari gesprochenen Hasen Squint.
| Rolle         | Originalsprecher    | Deutscher Sprecher |
| ------------- | ------------------- | ------------------ |
| Manni         | Ray Romano          | Arne Elsholtz      |
| Sid           | John Leguizamo      | Otto Waalkes       |
| Diego         | Denis Leary         | Thomas Fritsch     |
| Ethel         | Taraji P. Henson    |                    |
| Ellie         | Queen Latifah       | Daniela Hoffmann   |
| Cholly Bear   | Gabriel Iglesias    |                    |
| Condor Mom    | Wendy Williams      |                    |
| Gladys Glypto | Lili Estefan        |                    |
| Clint         | Blake Anderson      | Dirk Stollberg     |
| Peaches       | Keke Palmer         | Annina Braunmiller |
| Crash         | Seann William Scott | Rainer Fritzsche   |
| Eddie         | Josh Peck           | Julien Haggège     |
| Squint        | Seth Green          | Asad Schwarz       |
| Scrat         | Chris Wedge         |                    |

## Veröffentlichung
Der Kurzfilm wurde erstmals von Fox am 20. März 2016 als Vorfilm für das Fernsehspecial The Passion, eine musikalische Veranstaltung, live übertragen aus New Orleans, verwendet. Anschließend erfolgte eine Veröffentlichung über iTunes, Google Play, Vudu und Amazon Video.